# Лялины
Лялины — русский дворянский род, ведущий своё происхождение от коломнитина, боярина в. кн. Московского Василия I Дмитриевича Михайлы Лялина, убитого в бою на р. Смядве в 1409 году, и рано разделившийся на несколько ветвей. Род Л. внесен в VI и II части родословной книги Владимирской губернии. Есть ещё 7 родов Л., позднейшего происхождения. Имели поместья в Новгородской, Псковской, Вологодской, Владимирской, Харьковской, Херсонской губерниях, в Путивле.

## Известные представители
- Лялин, Агей Семёнович (конец XVI в. — XVII в.) — в 1616 г. был земским дьячком Сумерской волости, подьячий.
- Лялин, Александр Павлович (1802—1862) — медальер, профессор медальерных искусств Императорской Академии Художеств.
- Лялин Василий;
- Лялин, Дмитрий Васильевич (1772—1847) — генерал-майор, герой Отечественной войны 1812 года.
- Лялин, Михаил Алексеевич (1839—1915) — генерал-лейтенант.
- Лялин, Павел Александрович (15 декабря 1763 — 2 марта 1836) — обергиттенфервальтер 8-го класса Санкт-Петербургского Монетного Двора.
- Лялин, Пимен Васильевич (? — 1754) — камер-юнкер герцога Шлезвиг-Голштинского, затем камер-юнкер при Её Императорском Величестве.